# Talbragaraneus jurassicus
Genre
Espèce
Talbragaraneus jurassicus, unique représentant du genre Talbragaraneus, est une espèce fossile d'araignées aranéomorphes de la famille des Uloboridae.

## Distribution
Cette espèce a été découverte dans le Talbragar Fossil Fish Bed en Nouvelle-Galles du Sud en Australie. Elle date du Jurassique.

## Publication originale
- Selden & Beattie, 2013 : A spider fossil from the Jurasic Talbragar Fossil Fish Bed of New South Wales. Alcheringa, vol. 37, p. 203–208.